# Reinhold Platz
Reinhold Platz (Cottbus, 16 januari 1886 - Ahrensburg, 15 september 1966) was een Duitse vliegtuigontwerper en vliegtuigbouwer in dienst van het Nederlandse bedrijf Fokker.
Platz trad in 1912 als lasser in dienst bij Fokker. Zijn eerste werkzaamheden betroffen het lassen van de metalen framedelen van de Fokker Spin. Hij had de techniek van het lassen geleerd van de Fransman Edmund Fouché (en was een van de weinige personen in Duitsland die destijds aluminium kon lassen). Aangezien de buizenconstructies van de Fokkers van staalbuis werden gemaakt kreeg hij dus veel invloed.
In 1916 werd Fr. A. Möser hoofdingenieur bij de Fokker-fabriek in Schwerin, na het overlijden van hoofdontwerper Martin Kreutzer. Andere bronnen geven aan dat Platz zelf hoofdingenieur werd. De controverse is begonnen rondom het boek van A.E. Weyl Fokker: The Creative Years en de latere kritiek op Weyl door Peter Grosz.
Platz had geen hogere opleiding genoten; net als Anthony Fokker was hij een man van de praktijk. Dit maakte hen tot een sterk team, waarbij Platz Fokkers revolutionaire ideeën over de luchtvaart tot uitvoering wist te brengen. Hij was onder andere betrokken bij de ontwerpen van de Fokker D.VII, de Fokker Dr.I, de Fokker D.VIII en de passagiersvliegtuigen Fokker F.I, Fokker F.II en Fokker F.III.
Na de Eerste Wereldoorlog werd Platz hoofdontwerper bij de Fokker-fabrieken in Amsterdam. Hij kreeg toen vooral kritiek van collega's op zijn conservatisme ten aanzien van nieuw ontwikkelingen binnen de vliegtuigbouw, zoals de metalen constructie van de vliegtuigen van Junkers. Hij bleef tot 1931 werkzaam bij Fokker waarna Anthony Fokker alsnog genoodzaakt was hem te ontslaan, omdat de technische kennis achterbleef bij de rest van de wereld. Daarna vertrok hij naar Pander in Den Haag. Daar heeft hij blijkbaar weinig inbreng gehad, aangezien er geen vliegtuigen uit zijn periode bij Pander bekend zijn, en deze fabriek in 1934 alweer zijn deuren moest sluiten.

## De Platz hangglider
In de tijd dat Platz werkzaam was bij Fokker in Amsterdam, ontwikkelde hij een zweefvliegtuig met zeil-achtige vleugels. Een voorloper van de hangglider van Francis Rogallo, zoals we die nu kennen. Het maakte zijn eerste bemande vlucht in 1923 nabij Vlissingen. Hoewel geclaimd werd dat het toestel volledig bestuurbaar was, wijzen latere experimenten met replica's erop dat het toestel alleen rechtuit kon vliegen. Tegenwoordig wordt het ontwerp nog wel gebruikt als vlieger.